# Tonny Azevedo
Tonny Magalhães Azevedo (Goiânia - Goiás, 9 de agosto de 1969) é um ciclista olímpico brasileiro, atualmente aposentado.
Começou a pedalar ainda criança e, aos 14 anos, competiu pela primeira vez em sua cidade natal, pela equipe Magalhães E. C. pertencente a sua família.
Atuou por cinco anos como profissional na Bélgica; venceu provas na Europa e na América do Sul.
Participou dos Jogos Olímpicos de 1992 em Barcelona, onde competiu na prova de estrada individual.
Pedalou por 23 anos, perfazendo um total de 528 mil quilômetros entre treinamentos e competições. Após encerrar a carreira de atleta, iniciou a de promotor de eventos esportivos.
Atua como diretor na Liga Goiana de Ciclismo.  É irmão do atleta olímpico de ciclismo Wanderley Magalhães Azevedo.